# Показання
Показання — це відомості, які надаються в усній або письмовій формі під час допиту підозрюваним, обвинуваченим, свідком, потерпілим, експертом щодо відомих їм обставин у кримінальному провадженні, що мають значення для цього кримінального провадження. У сучасній мові правознавців також використовується термін як «покази», що ніяким чином не нівелює значення терміна.

## Показання як доказ в кримінальному проваджені
Показання є одним з видів процесуальних джерел доказів. Підозрюваний, обвинувачений, потерпілий мають право давати показання під час досудового розслідування та судового розгляду. Свідок, експерт зобов'язані давати показання слідчому, прокурору, слідчому судді та суду в порядку встановленому законодавством. Завідомо неправдиве показання свідка чи потерпілого під час провадження досудового розслідування, здійснення виконавчого провадження або проведення розслідування тимчасовою слідчою чи спеціальною тимчасовою слідчою комісією Верховної Ради України або в суді — караються виправними роботами на строк до 2 років або арештом на строк до 6 місяців, або обмеженням волі на строк до 2 років. Особа дає показання лише щодо фактів, які вона сприймала особисто, за винятком випадків, передбачених Кримінально-процесуальним кодексом.
Сторони кримінального провадження, потерпілий, представник юридичної особи, щодо якої здійснюється провадження, мають право отримувати від учасників кримінального провадження та інших осіб за їх згодою пояснення, які не є джерелом доказів.

## З'ясування достовірності показань свідка
Сторони кримінального провадження мають право ставити свідку запитання щодо його можливості сприймати факти, про які він дає показання, а також щодо інших обставин, які можуть мати значення для оцінки достовірності показань свідка. Для доведення недостовірності показань свідка сторона має право надати показання, документи, які підтверджують його репутацію, зокрема, щодо його засудження за завідомо неправдиві показання, обман, шахрайство або інші діяння, що підтверджують нечесність свідка.